# Montroi (kommun)
Montroy (valencianska: Montroi ) är en kommun i Spanien.   Den ligger i provinsen Província de València och regionen Valencia, i den östra delen av landet, 290 km öster om huvudstaden Madrid. Antalet invånare är 2 902.